# 5 아스트라이아
5 아스트라이아(5 Astraea)는 소행성대의 소행성 중 하나이다. 아스트라이아의 표면은 반사율이 높고 내부는 마그네슘 규산염이나 철 규산염이 함유된 니켈-철로 구성되어있다.
아스트라이아는 1845년 12월 8일, 카를 루트비히 헨케가 발견한 5 번째 소행성이다. 또한 그의 발견한 소행성 중 첫 번째 소행성이기도 하다. 헨케는 우체국 직원이자 아마추어 천문학자였는데, 그는 베스타를 찾고 있을 때, 아스트라이아를 우연히 발견했다. 아스트라이아의 발견으로 프로이센의 왕은 그에게 1,200 마르크의 연금을 내렸다.
아스트라이아의 광도를 측정하면서 순행 운동을 하며, 적경은 9시 52분, 적위는 ±5°의 오차로 73°라는 것을 알아냈다.
이 사실은 축과 33°의 각도로 기울어졌음을 시사한다.
아스트라이아는 물리적으로 특별하지는 않지만 베스타가 발견된 후 38년 동안 유명했다. 왜냐하면 그 당시에는 소행성이 4개 밖에 없을 것이라고 생각되었기 때문이다.
최대 밝기에 있어서는 근일점에 가까울 때 조차도 소행성대에서 17번째로 밝은 소행성이다.
아스트라이아의 발견 이후, 천 개 이상의 소행성이 발견됐다. 사실, 아스트라이아의 발견은 4개의 오리지널 소행성의 격하를 의미했으며,
현재에 이르러서는 4개의 소행성은 소행성들 중 가장 큰 천체로 남게 됐다.
1991년 2월 2일, 아스트라이아의 엄폐 현상이 처음 관측됐다.

5아스트라이아의 궤도

## 참고 자료
1. ↑  “Dawn Community”. NASA. 2009년 5월 21일에 원본 문서에서 보존된 문서. 2009년 4월 17일에 확인함.
2. ↑  M. J. López-Gonzáles & E. Rodríguez Lightcurves and poles of seven asteroids, Planetary and Space Science, Vol. 53, p. 1147 (2005).
3. 1 2  “The Planet Hygea”. 《spaceweather.com》. 1849. 2008년 4월 18일에 확인함.